# Erdély, Bánság és Partium kormányzótanácsa

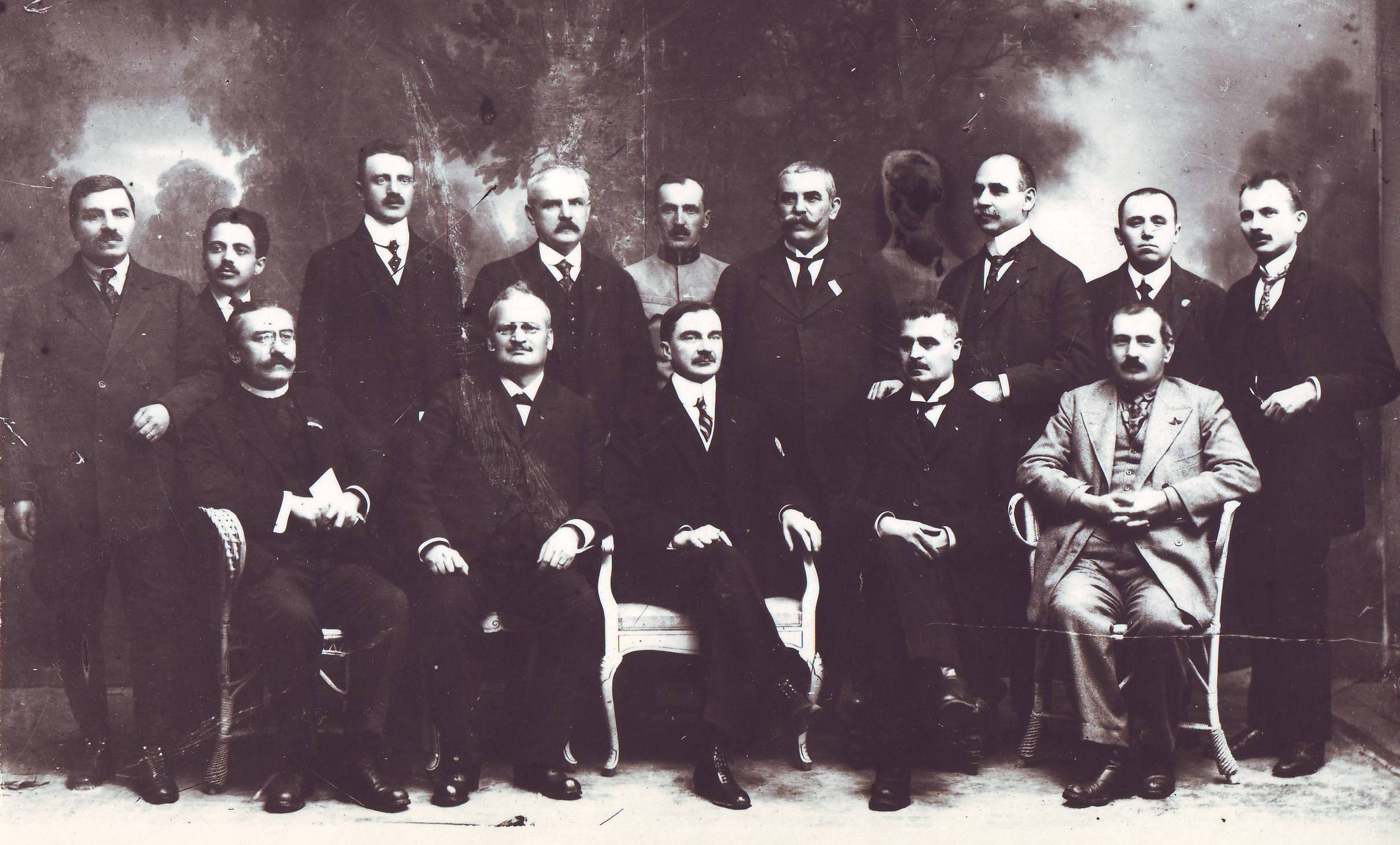
A Kormányzótanács tagjai - alsó sor, balról jobbra: Alexandru Vaida-Voevod, Ştefan Cicio Pop, Iuliu Maniu (elnök), Vasile Goldiș, Aurel Vlad; felső sor: Iosif Jumanca, Romulus Boilă, Valeriu Braniște, Victor Bontescu, Dionisie Florianu, Ioan Suciu, Aurel Lazăr, Emil Hațieganu, Ion Flueraș

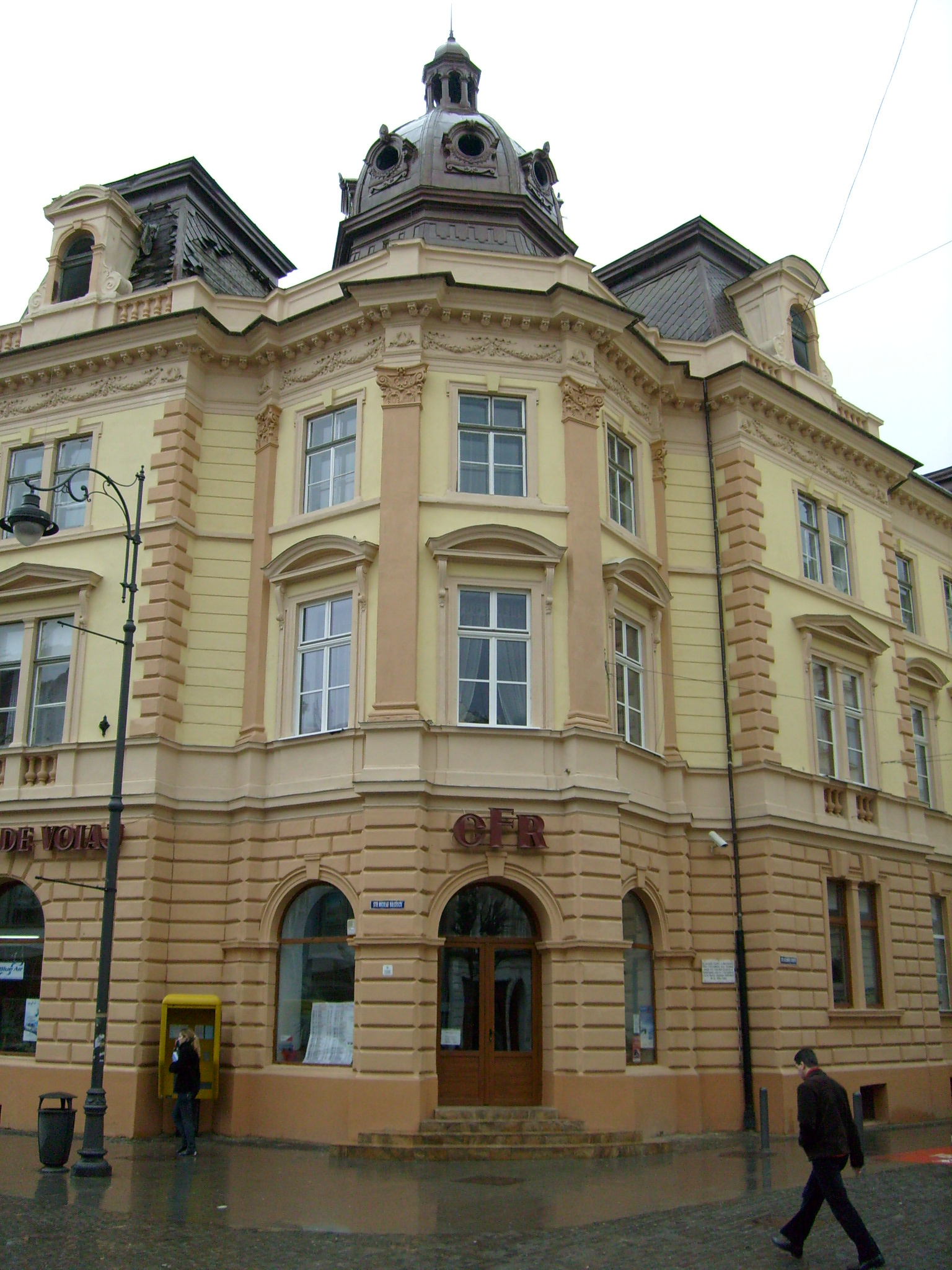
A Kormányzótanács székhelye Nagyszebenben

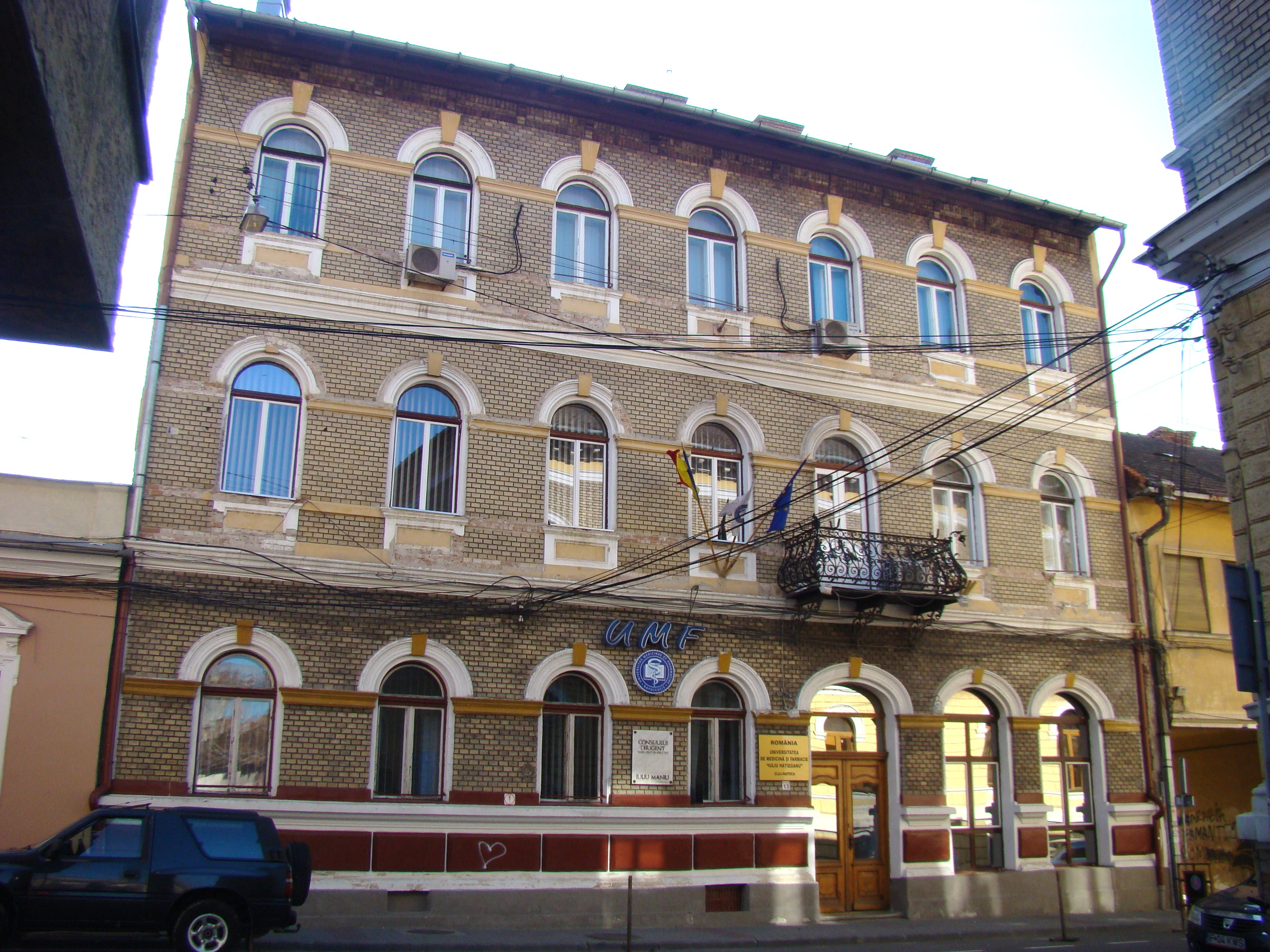
A Kormányzótanács székhelye Kolozsváron

Erdély, Bánság és Partium kormányzótanácsa (románul Consiliul Dirigent al Transilvaniei, Banatului şi ţinuturilor româneşti din Ungaria, röviden Consiliul Dirigent) ideiglenes politikai szervezet volt Erdélyben 1918. december 2. és 1920. április 4. között, amely a román csapatok által folyamatosan megszállt országrész ideiglenes kormányzati teendőit látta el, és az államhatalom-váltás közigazgatási irányítója volt. A Iuliu Maniu elnökletével működő testület eleinte Nagyszebenben, utóbb Kolozsváron működött.

## Megalakulása és összetétele
Az 1918. december 1-jén megtartott gyulafehérvári román nagygyűlés megválasztotta a 217 tagból álló Román Nemzeti Nagytanácsot (Mare Sfat Național), amely december 2-án létrehozta a 15 miniszterből álló kormányzótanácsot. A kormányzótanács elnöke Iuliu Maniu volt, aki az erdélyi kormányként létrehozott szervben a miniszterelnöki és belügyminiszteri tisztséget töltötte be. A kultúráért, oktatásért és a kisebbségekkel való kapcsolattartásért Vasile Goldiș, a hadseregért és közbiztonságért Ştefan Cicio Pop, a szervezésért és az alkotmány előkészítéséért Ion Suciu, a külkapcsolatokért és sajtóért Alexandru Vaida-Voevod, az igazságügyért Aurel Lazăr, a kodifikációért Emil Hațieganu, a pénzügyekért Aurel Vlad, a mezőgazdaságért és kereskedelemért Victor Bontescu, a kommunikációért, közmunkákért, postáért, távközlésért és élelmezésért Romulus Boilă, az egészségügyért Ion Flueraș, az iparért Iosif Jumanca felelt. Vasile Lucaciu, Valeriu Braniște és Octavian Goga nem rendelkeztek tárcával. A kormányzótanács jelen levő tagjai még aznap letették az esküt Ioan Papp püspök előtt, és megtartották az első ülésüket. (Octavian Goga és Vasile Lucaciu külföldön tartózkodtak, Valeriu Braniște pedig betegen lugosi otthonában.)
1919. augusztus 4-én Ion Flueraș és Iosif Jumanca kilépett a testületből, mivel az új erdélyi választójogi törvény nem rendelkezett megfelelően a nők szavazati jogáról, valamint a nemzeti kisebbségek képviseletéről.

## Hatásköre
I. Ferdinánd román király 1918. december 24-én közzétett 3632. számú rendelete hat törvénycikkben szabályozta a királyi román kormány és a kormányzótanács viszonyát. A kormányzótanács ideiglenes megbízást kapott az erdélyi közigazgatás vezetésére, ezen kívül a legrövidebb időn belül be kellett terjesztenie a kormánynak a választójogi reform és a földreform tervezetét. Az alapvető fontosságú ügyek (külügy, hadsereg, pénzügyek, kommunikáció, vámok, közbiztonság) a román kormány hatáskörébe tartoztak; a kormányban tárca nélküli miniszterek képviselték Erdélyt. A királyi rendelet törvényhozói és végrehajtó hatalommal ruházta fel a kormányzótanácsot azoknak a területeknek a vonatkozásában, amelyek még nem álltak közvetlenül a román kormány fennhatósága alatt.

## Tevékenysége
A kormányzótanács rendeleteit és körleveleit a bukaresti Monitorul Oficial mellett a saját kiadású Gazeta Oficială című közlönyében tette közzé. Első rendeletében néhány kivétellel érvényesnek nyilvánította az 1918. október 18. előtti magyar törvényeket. A magyar nyelv helyett a román nyelvet tette hivatalossá, és a kisebbségi nyelvhasználatra ezzel az eltéréssel az 1868. évi XLIV. törvénycikk alkalmazását rendelte el.